# Florometra
Florometra is een geslacht van haarsterren uit de familie Antedonidae.

## Soorten
- Florometra asperrima (A.H. Clark, 1907)
- Florometra austini A.M. Clark, 1967
- Florometra goughi John, 1939
- Florometra magellanica (Bell, 1882)
- Florometra mariae (A.H. Clark, 1907)
- Florometra mawsoni A.H. Clark, 1937
- Florometra novaezealandiae McKnight, 1977
- Florometra serratissima (A.H. Clark, 1907)
- Florometra tanneri (Hartlaub, 1895)